# Paludiavis richae
Paludiavis richae — викопний вид лелекоподібних птахів родини китоголовових (Balaenicipitidae), що існував в міоцені в Північній Африці та Південній Азії. Описаний з решток цівки, що знайдені у 1982 році у відкладеннях формації Шивалік в Пакистані. Інший зразок знайдено раніше — у 1972 році, у формації Беглія в Тунісі.